# Les Contes d'un conteur
Les Contes d'un conteur est une série de bande dessinée humoristique scénarisée et dessinée par Carali à la fin du XXe siècle.
Il s'agit d'une parodie de l'univers des Mille et Une Nuits. Plusieurs contes célèbres sont ainsi repris avec un humour parfois assez noir,,.

## Albums
- Tome 1 : Les contes d'un conteur (1981)
- Tome 2 : Les contes d'un conteur tome 1 (1996)
- Tome 3 : Les contes d'un conteur tome 2 (1999)

## Éditeur
- Éditions Albin Michel : Tome 1 (première édition du tome 1)
- Du Zébu : Tomes 2 à 3 (première édition des tomes 2 à 3)